# Malcolm Chace

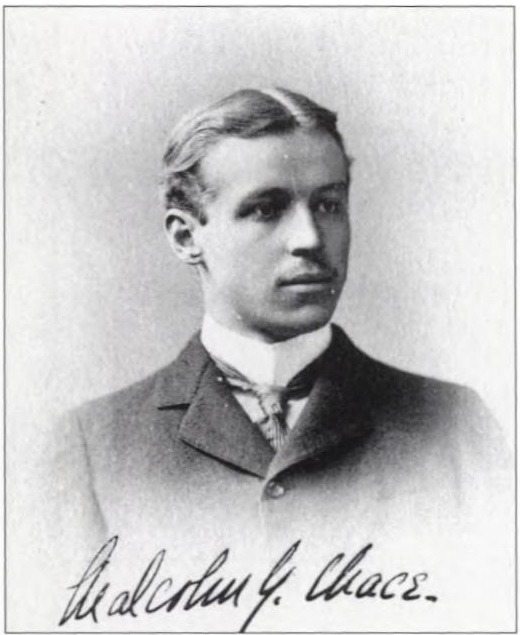
Malcolm Chace.

Malcolm Greene Chace, född 12 mars 1875, Valley Falls, Rhode Island, USA, död 16 juli 1955, var en amerikansk högerhänt tennisspelare.  

## Tenniskarriären
Chace rankades bland USA:s 10 bästa tennisspelare vid fyra tillfällen, första gången 1892. Som bäst var han nummer 3 (1895). Sin första tennistitel i singel vann han 1892 under studietiden vid University Grammar i Providence i hemstaten Rhode Island (US Interscholastic Championship). Han blev därefter under perioden 1893-95 6-faldig mästare i US Intercollegiate Championships genom att för Brown University 1893 vinna både singel- och dubbeltiteln, liksom för Yale University de två följande åren. Han är den ende amerikanske spelaren som vunnit mästerskapstitlarna för två olika universitet. 
Chace vann mästerskapstiteln i dubbelklassen i Amerikanska mästerskapen 1895 tillsammans med Robert Wrenn. I singel nådde han semifinalen i Amerikanska mästerskapen 1894, vilken han förlorade mot Wrenn.

## Spelaren och personen
Malcolm Chace upptogs 1961 i International Tennis Hall of Fame. Han spelade även ishockey för Yale University samt för St. Nicholas Hockey Club i New York City.
Chace är begravd på Swan Point Cemetery i Providence.

## Grand Slam-titlar
- Amerikanska mästerskapen
  - Dubbel - 1895